# Sambischer Graumull
Der Sambische Graumull (Fukomys amatus, Syn.: Cryptomys amatus) ist eine Art der Graumulle (Fukomys) innerhalb der Sandgräber (Bathyergidae), die vor allem an die unterirdische und grabende Lebensweise angepasst ist. Die Art kommt südlich der Sahara in Zentral-Sambia und im Südosten der Demokratischen Republik Kongo vor.

## Merkmale
Der Sambische Graumull ist ein mittelgroßer Graumull und erreicht eine Kopf-Rumpf-Länge von etwa 10,5 Zentimetern (gemessen am Typus). Das Gewicht beträgt 52 bis 71 Gramm. Der sehr kurze Schwanz wird etwa 10 Millimeter lang. Ein ausgeprägter Sexualdimorphismus kommt nicht vor, die Weibchen und Männchen unterscheiden sich weder in Größe noch in Färbung. Die Färbung der Tiere ist dunkelgrau bis braun, wobei am Bauch und am Kopf weiße Flecken vorkommen können. Der Körper ist zylindrisch mit sehr kurzen Beinen.
Das Genom besteht aus 2n=50 Chromosomen (FN=92 oder 96).

## Verbreitung
Der Sambische Graumull kommt endemisch in einem Gebiet in Zentral-Sambia bis in den Südosten der Demokratischen Republik Kongo vor.

## Lebensweise
Der Sambische Graumull lebt in halbtrockenen Regionen mit einem minimalen Niederschlag von etwa 890 Millimetern pro Jahr. Er ernährt sich wie alle Graumulle herbivor. Die Tiere leben unterirdisch in Kolonien von bis zu 10 Individuen. Die Fortpflanzung ist nicht saisonal, die Tragzeit beträgt 90 bis 100 Tage, und der Wurf besteht aus einem bis zwei Jungtieren.

## Systematik
Der Sambische Graumull wird als eigenständige Art innerhalb der Gattung der Graumulle (Fukomys) eingeordnet, die aus etwa zehn bis vierzehn Arten besteht. Die wissenschaftliche Erstbeschreibung stammt von dem britischen Naturforscher Robert Charles Wroughton aus dem Jahr 1907, der die Art vom Weg zum Chiwali Alala-Plateau in Sambia fand. Die Tiere wurden lange dem Afrikanischen Graumull (Cryptomys hottentotus (Lesson 1826)) als Synonym zugeschlagen, später jedoch auf der Basis von molekularbiologischen Merkmalen als eigenständige Art betrachtet. 2006 wurde die Gattung Cryptomys anhand von molekularbiologischen Merkmalen in zwei Gattung aufgetrennt, der Sambische Graumull wurde dabei mit den meisten anderen Arten der neuen Gattung Fukomys zugeteilt.
Innerhalb der Art werden neben der Nominatform keine Unterarten unterschieden.

## Status, Bedrohung und Schutz
Der Sambische Graumull wird von der International Union for Conservation of Nature and Natural Resources (IUCN) nicht als eigenständige Art gelistet, sondern dem Afrikanischen Graumull zugeordnet. Über den Status der Populationen liegen keine Informationen vor.

## Belege
1. 1 2 3 4 5 6 7 8 9  R.L. Honeycutt: Zambian Mole-rat - Fukomys amatus. In: Don E. Wilson, T.E. Lacher, Jr., Russell A. Mittermeier (Hrsg.): Handbook of the Mammals of the World: Lagomorphs and Rodents 1. (HMW, Band 6), Lynx Edicions, Barcelona 2016, ISBN 978-84-941892-3-4, S. 369.
2. 1 2  Cryptomys amatus. In: Don E. Wilson, DeeAnn M. Reeder (Hrsg.): Mammal Species of the World. A taxonomic and geographic Reference. 2 Bände. 3. Auflage. Johns Hopkins University Press, Baltimore MD 2005, ISBN 0-8018-8221-4.
3. ↑  Nigel C. Bennett: Genus Cryptomys – Mole-rats. In: Jonathan Kingdon, David Happold, Michael Hoffmann, Thomas Butynski, Meredith Happold, Jan Kalina (Hrsg.): Mammals of Africa Volume III. Rodents, Hares and Rabbits. Bloomsbury, London 2013, ISBN 978-1-4081-2253-2, S. 648–649.
4. ↑  Colleen M. Ingram, Hynek Burda, Rodney L. Honeycutt: Molecular phylogenetics and taxonomy of the African mole-rats, genus Cryptomys and the new genus Coetomys Gray, 1864. In: Molecular Phylogenetics and Evolution, 31 (3), 2004, S. 997–1014, doi:10.1016/j.ympev.2003.11.004
5. ↑  Dieter Kock, Colleen M. Ingram, Lawrence J. Frabotta, Rodney L. Honeycutt, Hynek Burda: On the nomenclature of Bathyergidae and Fukomys n. gen. (Mammalia: Rodentia). In: Zootaxa. Band 1142, 2006, S. 51–55.